# Melanchra sibirica
Melanchra sibirica är en fjärilsart som beskrevs av Browne. Melanchra sibirica ingår i släktet Melanchra och familjen nattflyn. Inga underarter finns listade i Catalogue of Life.